# 林肯鎮區 (堪薩斯州斯塔福德縣)
林肯鎮區（英語：Lincoln Township）為美國堪薩斯州斯塔福德縣轄下的鎮區。2010年美国人口普查中此鎮區人口有124人。

## 地理
林肯鎮區涵蓋總面積為92.5平方（35.71平方英里），其中陸地面積為92.5平方（35.70平方英里），水域面積為0.026平方（0.01平方英里）或0.03%。

## 人口統計
根據2010年美國人口普查，林肯鎮區人口有124人，其中男性有67人，女性有57人，人口密度為每平方公里1.34人，住房計57戶。鎮區內的白人有112人，非裔美國人有0人，美洲原住民有0人，亞裔美國人有0人，太平洋島裔美國人有0人，其他種族有7人，混血種族則有5人。此外鎮區內有18人為西班牙裔或拉丁裔美國人。此鎮區之年齡中位數為44.0歲，而男性年齡中位數為46.3歲，女性年齡中位數為43.5歲。